# Текстура друзова

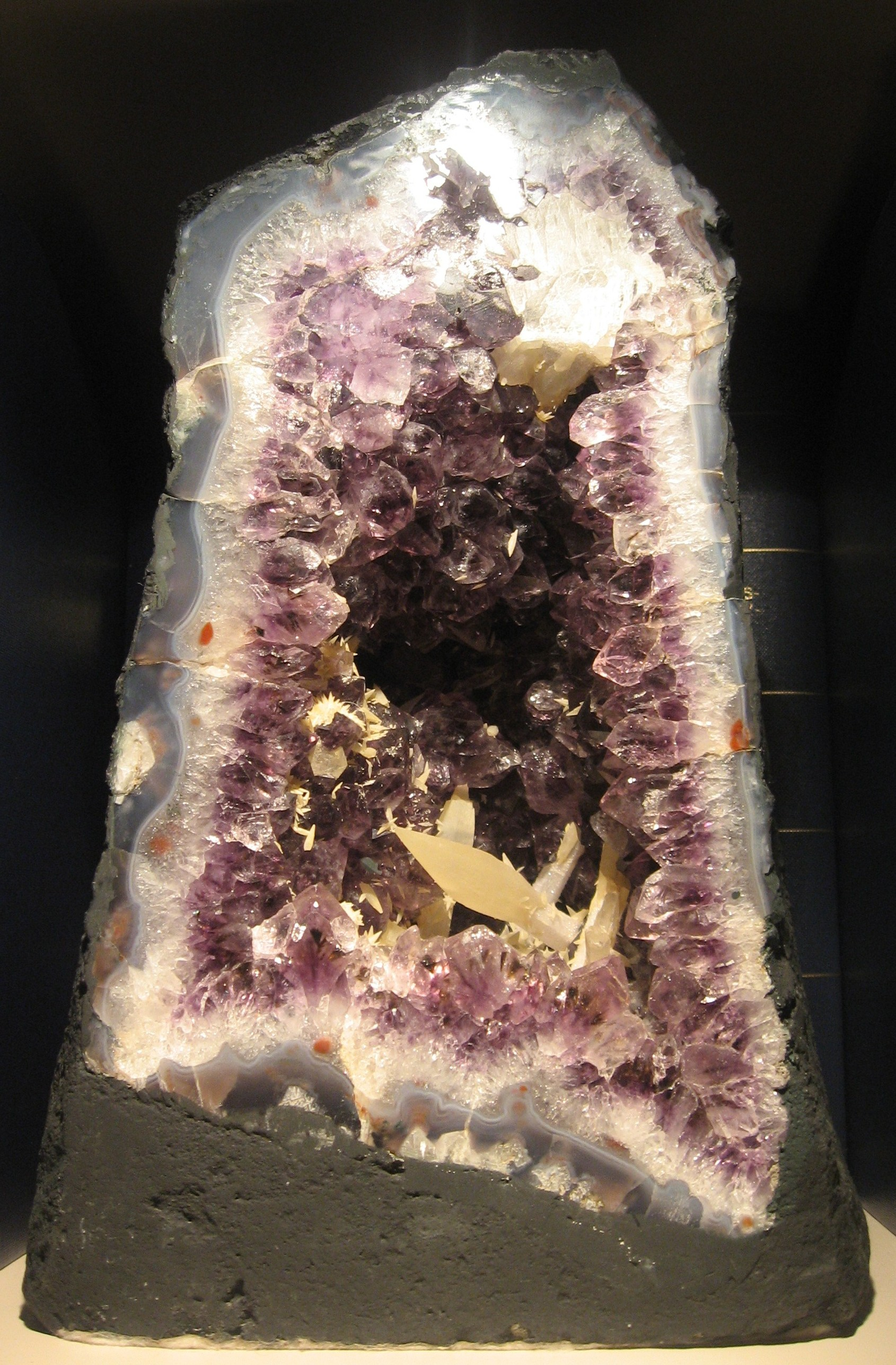
Друза аметисту.

Текстура друзова – різновид текстури гірських порід. Характеризується наявністю в гірській породі пустот, які виникли в процесі затвердіння і заповнені кристалами мінералів пневматолітового  і гідротермального походження, що наростають на їх стінках.